# Сила буров
Сила буров (африк. Boeremag), в русском написании Бурмаг — южноафриканская подпольная террористическая организация радикальных африканерских националистов. Планировала свержение правительства АНК и убийство Нельсона Манделы, совершила серию терактов в 2002 году. Ликвидирована правоохранительными органами, члены организации осуждены на длительные сроки заключения.

## Социально-политический контекст
Термин «буры», как правило, не принимается африканерами. Он использовался их противниками, британцами либо чернокожими африканцами, с негативной коннотацией. Изначальное значение слова boer — «крестьянин», «фермер» — трансформировалось в подобие российского выражения «ватник». Внесение этого слова в название организации само по себе являлось вызовом.
К началу 2000-х годов в белой общине ЮАР, особенно в её африканерской части, усилилось недовольство результатами реформ начала 1990-х и отменой апартеида. Ухудшилось социально-экономическое положение, резко выросли преступность и коррупция, появились тенденции чёрного расизма. Среди белых граждан возникла ностальгия по прежним порядкам. Противники правящего АНК примыкали к Движению сопротивления африканеров, но наиболее радикальные создавали подпольные организации и практиковали насильственные методы борьбы.
Одной из таких группировок стала Boeremag, созданная в 2000 году.

## Структура, идеология, планы
В Boeremag состояли 20-30 человек. По социальному положению они принадлежали к среднему классу — фермеры, инженеры, врачи, преподаватели, бывшие военнослужащие. Основателем и политическим лидером выступил бывший преподаватель Преторийского университета Майк ду Той (дю Туа). Боевую группу Boeremag возглавил отставной офицер военной разведки южноафриканской армии времён апартеида Томас Форстер. Ранее он отбывал тюремный срок по уголовному обвинению, затем работал в частной охране.
Публично от имени организации выступал бизнесмен Лоуренс ду Плесси (дю Плесси). Финансировал Boeremag предприниматель Херман ван Руйен. Группировка структурировалась ячейками из двух-трёх человек, оперативную связь между которыми осуществлял Форстер.
Идеология Boeremag основывалась на ультраправом африканерском национализме. Общественный идеал виделся во временах Великого трека. Целью ставилось свержение АНК и восстановление традиционного уклада бурских республик XIX века.
Ду Той планировал создать в ЮАР политический кризис террористическими методами — взорвать объекты жизнеобеспечения, убить Нельсона Манделу. Взрыв готовился при посадке Манделы в вертолёт, план сорвался по случайности. Готовилось также покушение на бывшего командующего вооружёнными силами ЮАР Констанда Фильюна, сыгравшего видную роль в демонтаже апартеида.
После свержения правительства АНК планировалась передача власти белым военным. Дальше предполагалась депортация из страны чернокожего населения. При этом ду Той не рассчитывал на силовые методы, а собирался выманивать африканцев бесплатным продовольствием.

## Террористическая атака
Активисты Boeremag приобретали оружие и взрывчатку. При обысках у них было обнаружено около тонны взрывчатых веществ. Ду Той пытался установить связи в армии, полиции и спецслужбах.
В октябре 2002 года в Соуэто произошла серия взрывов на железной дороге, на автозаправочной станции, в мечети. Погибла женщина, несколько человек получили ранения. Ещё одна бомба взорвалась в буддийском храме Бронкхорстспрёйта. Спустя месяц, в конце ноября, был подорван мост и полицейский вертолёт.
Ответственность за теракты взяла на себя некая организация «Воины бурской нации». Однако полицейские службы уже имели достаточный объём информации о Boeremag. Розыск осуществлялся преимущественно в этом направлении.
Первым по обвинению в организации террористической атаки был арестован Томас Форстер, затем братья Майк и Андре ду Той — в общей сложности 26 активистов.

## Суд и приговоры. Оценки
Судебный процесс продолжался более 11 лет. (За это время Херман ван Руйен и Руди Гоувс успели совершить побег и быть пойманными снова.) В октябре 2013 года суд Претории признал обвиняемых виновными в терроризме, государственной измене, заговоре с целью убийства и вынес приговоры от 5 до 35 лет тюремного заключения.
Максимальный срок — 35 лет — получил Майк ду Той. Томас Форстер был приговорён к 25 годам, такой же срок получил Херман ван Руйен, Лоуренс дю Плесси — 15 лет. Наиболее сурово суд подошёл не только к непосредственным исполнителям терактов из команды Форстерв, но и к идеологам расистского насилия, прежде всего братьям дю Туа.
Со своей стороны подсудимые и их адвокаты заявляли о том, что сами являлись жертвами расовой дискриминации и поэтому решили оказать вооружённое сопротивление. Комментаторы обращали внимание на тот факт, что члены Boeremag были вполне обеспечены материально и обладали сравнительно высоким социальным статусом.

Правительство могло избежать попытки мятежа, если бы не превращало африканеров в «людей пятого сорта». Ни один нормальный человек не бросит медицинскую практику или учёбу ради насилия, не приносящего никакой личной выгоды. Уберите причины — не будет и преступления.

Судья Эбен Йордан говорил, что члены Boeremag готовы были обрушить Южную Африку в хаос и тотальное кровопролитие. Пресс-секретарь АНК Джексон Мтембу назвал осуждённых «расистами и головорезами» и выразил надежду, что суровые приговоры станут уроком для их единомышленников. При этом он высказал уверенность в том, что «белые сограждане осуждают этих маргиналов».